# San Antonio de Oriente
San Antonio de Oriente – gmina (municipio) w południowym Hondurasie, w departamencie Francisco Morazán. W 2010 roku zamieszkana była przez około 13,9 tys. mieszkańców. Siedzibą administracyjną jest miejscowość San Antonio de Oriente.

## Położenie
Gmina położona jest w południowo-wschodniej części departamentu. Graniczy z gminami:
- Valle de Ángeles od północy,
- Maraita i Guinope od południa,
- Morocelí i Yuscarán od wschodu,
- Tatumbla i Dystrykt Centralny od zachodu.

## Miejscowości
Według Narodowego Instytutu Statystycznego Hondurasu na terenie gminy położone były następujące miejscowości:

- San Antonio de Oriente
- El Jicarito
- El Limón
- Hoya Grande
- La Ciénega
- Las Mesas
- Las Playas
- Los Ranchos de Flor Azul
- San Antonio de Occidente
- San Francisco
- Santa Inés
- Tabla Grande